# Break the Ice (스트라토바리우스의 노래)
Break the Ice는 스트라토바리우스의 세 번째 싱글 앨범으로 1992년 블루라이트 레코드(Bluelight Records)를 통해 발매되었다.

## 수록곡
전체 작곡: 티모 톨키
| #             | 제목                         | 작사          | 재생 시간 |
| ------------- | ---------------------------- | ------------- | --------- |
| 1.            | 〈"Break the Ice"〉          | 투오모 라실라 | 4:39      |
| 2.            | 〈"Lead Us Into the Light"〉 | 톨키          | 5:45      |
| 총 재생 시간: | 총 재생 시간:                | 총 재생 시간: | 10:24     |

## 구성원
- 티모 톨키 - 기타, 보컬, 베이스
- 야리 벰 - 베이스 (부클릿에만 언급되며, 녹음은 전혀 하지 않음)
- 안티 이코넨 - 키보드
- 투오모 라실라 - 드럼, 퍼커션